# Ковалов
Ковалов (слч. Koválov) насељено је мјесто са административним статусом сеоске општине (слч. obec) у округу Сењица, у Трнавском крају, Словачка Република.

## Становништво
| Година:    | 1994. | 2004.   | 2014.   | 2024.   |
| ---------- | ----- | ------- | ------- | ------- |
| Број људи: | 646   | 656     | 706     | 677     |
| Разлика:   |       | +1,54 % | +7,62 % | -4,10 % |

| Година:    | 2023. | 2024.   |
| ---------- | ----- | ------- |
| Број људи: | 684   | 677     |
| Разлика:   |       | -1,02 % |

Према подацима о броју становника из 2024. године насеље је имало 677 становника.